# ألان ودوارد
ألان ودوارد (بالإنجليزية: Alan Woodward)‏ هو لاعب كرة قدم بريطاني في مركز نصف الجناح، ولد في 19 يونيو 1947 في ستانون هيل ‏ في المملكة المتحدة. لعب مع غريمسبي تاون.